# Дифторид дисеры
Дифторид дисеры — неорганическое соединение с формулой S2F2, бесцветный газ, реагирует с водой.
Существует в виде двух изомеров: симметричного F-S-S-F и несимметричного S=SF2.

## Получение
- Симметричный изомер получают действием на расплавленную серу фторида серебра:

{\displaystyle {\mathsf {S+AgF\ {\xrightarrow {400^{o}C}}\ F{\text{-}}S{\text{-}}S{\text{-}}F+Ag_{2}S}}}
- Несимметричный изомер получают действием на расплавленную серу фторида азота:

{\displaystyle {\mathsf {S+NF_{3}\ {\xrightarrow {400^{o}C}}\ S{\text{=}}SF_{2}+NSF}}}
- Замена хлора на фтор в дитиодихлориде:

{\displaystyle {\mathsf {S_{2}Cl_{2}+2KF\ {\xrightarrow {140-145^{o}C}}\ S{\text{=}}SF_{2}+2KCl}}}

## Физические свойства
Дифторид дисеры — бесцветный газ, существует в виде двух изомеров: симметричного F-S-S-F (неустойчивая форма) и несимметричного S=SF2.

## Химические свойства
- Разлагается при нагревании до тетрафторида серы:

{\displaystyle {\mathsf {2S_{2}F_{2}\ {\xrightarrow {180^{o}C}}\ SF_{4}+3S}}}
- Реагирует с водой:

{\displaystyle {\mathsf {2S_{2}F_{2}+2H_{2}O\ {\xrightarrow {}}\ SO_{2}+3S+4HF}}}
- Реагирует с кислотами:

{\displaystyle {\mathsf {S_{2}F_{2}+3H_{2}SO_{4}\ {\xrightarrow {80^{o}C}}\ 5SO_{2}+2HF+2H_{2}O}}}
- Реагирует с щелочами:

{\displaystyle {\mathsf {2S_{2}F_{2}+6NaOH\ {\xrightarrow {}}\ Na_{2}SO_{3}+3S+4NaF+3H_{2}O}}}
- При повышенном давлении и катализаторе реагирует с кислородом:

{\displaystyle {\mathsf {2S_{2}F_{2}+5O_{2}\ {\xrightarrow {NO_{2}}}\ SOF_{4}+3SO_{3}}}}